# Părva profesionalna futbolna liga 2024-2025
La Părva profesionalna futbolna liga 2024-2025, anche conosciuta come Efbet Liga per ragioni di sponsorizzazione, è stata la 101ª edizione della massima serie del campionato bulgaro di calcio, l'80ª disputata sotto la formula di un campionato di lega. La competizione è iniziata il 19 luglio 2024 e terminata il 31 maggio 2025.
Il Ludogorec, squadra campione in carica, si è riconfermata campione per la quattordicesima stagione consecutiva, vincendo il quattordicesimo titolo della sua storia.

## Stagione

### Novità
Dalla stagione precedente sono stati retrocessi Etăr e Pirin Blagoevgrad, ultime due classificate del gruppo retrocessione. Al loro posto dalla Vtora liga sono stati promossi Spartak Varna e Septemvri Sofia, entrambi di ritorno dopo un anno di assenza.

### Formula
Le 16 squadre partecipanti giocano un girone all'italiana con gare di andata e ritorno, per un totale di 30 giornate. Al termine di esse, le prime sei squadre classificate si qualificano per i play-off, in cui si scontrano in gare di sola andata giocando 5 ulteriori giornate; le squadre classificate dal 7º al 10º posto si qualificano per i play-off di Conference League, dove si affrontano in gare di andata e ritorno, per un totale di ulteriori 6 giornate; infine, le squadre dall'11º al 16º si qualificano per i play-out, scontrandosi tra di loro in gare di andata e ritorno, per un totale di 10 ulteriori giornate.
Al termine della stagione la prima classificata è campione di Bulgaria e si qualifica per la UEFA Champions League 2025-2026, mentre la seconda classificata si qualifica per la UEFA Conference League 2025-2026, insieme con la vincente di uno spareggio tra la terza classificata e la prima del play-off di Conference League.
Le ultime due classificate del play-out sono retrocesse in Vtora liga, mentre la terzultima gioca uno spareggio promozione-retrocessione per la permanenza in massima serie.

## Squadre partecipanti
| Club              | Città        | Stadio                        | Stagione precedente  |
| ----------------- | ------------ | ----------------------------- | -------------------- |
| Arda Kărdžali     | Kărdžali     | Arena Arda                    | 8° in PPFL           |
| Beroe             | Stara Zagora | Stadio Beroe                  | 11° in PPFL          |
| Botev Plovdiv     | Plovdiv      | Stadio Hristo Botev, Plovdiv  | 9° in PPFL           |
| Botev Vraca       | Vraca        | Stadio Hristo Botev, Vraca    | 14° in PPFL          |
| Černo More Varna  | Varna        | Stadio Tiča                   | 2° in PPFL           |
| CSKA 1948 Sofia   | Sofia        | Stadio nazionale Vasil Levski | 7° in PPFL           |
| CSKA Sofia        | Sofia        | Stadio nazionale Vasil Levski | 3° in PPFL           |
| Hebăr Pazardžik   | Pazardžik    | Stadio Georgi Benkovski       | 13° in PPFL          |
| Krumovgrad        | Plovdiv      | Stadio Nikola Shterev         | 6° in PPFL           |
| Levski Sofia      | Sofia        | Stadio Georgi Asparuhov       | 4° in PPFL           |
| Lokomotiv Plovdiv | Plovdiv      | Stadio Lokomotiv, Plovdiv     | 5° in PPFL           |
| Lokomotiv Sofia   | Sofia        | Stadio Lokomotiv, Sofia       | 12° in PPFL          |
| Ludogorec         | Razgrad      | Ludogorec Arena               | Campione di Bulgaria |
| Septemvri Sofia   | Sofia        | Stadio nazionale Vasil Levski | 2° in Vtora Liga     |
| Slavia Sofia      | Sofia        | Stadio Slavia                 | 10° in PPFL          |
| Spartak Varna     | Varna        | Stadio Spartak, Varna         | 1° in Vtora Liga     |

### Allenatori e primatisti
| Squadra           | Allenatore         | Calciatore più presente | Cannoniere |
| ----------------- | ------------------ | ----------------------- | ---------- |
| Arda Kărdžali     | Aleksandăr Tunčev  |                         |            |
| Beroe             | José Acciari       |                         |            |
| Botev Plovdiv     | Dušan Kerkez       |                         |            |
| Botev Vraca       | Todor Jančev       |                         |            |
| Černo More Varna  | Ilian Iliev        |                         |            |
| CSKA 1948 Sofia   | Valentin Iliev     |                         |            |
| CSKA Sofia        | Tomislav Stipić    |                         |            |
| Hebăr Pazardžik   | Veselin Velikov    |                         |            |
| Krumovgrad        | Atanas Ribarski    |                         |            |
| Levski Sofia      | Stanislav Genčev   |                         |            |
| Lokomotiv Plovdiv | Ljuboslav Penev    |                         |            |
| Lokomotiv Sofia   | Ivan Kolev         |                         |            |
| Ludogorec         | Georgi Dermendžiev |                         |            |
| Septemvri Sofia   | Nikolaj Mitov      |                         |            |
| Slavia Sofia      | Zlatomir Zagorčić  |                         |            |
| Spartak Varna     | Aleksandăr Tomaš   |                         |            |

## Prima fase

### Classifica
|  | Pos. | Squadra           | Pt | G  | V  | N  | P  | GF | GS | DR  |
|  | ---- | ----------------- | -- | -- | -- | -- | -- | -- | -- | --- |
|  | 1.   | Ludogorec         | 76 | 30 | 24 | 4  | 2  | 62 | 14 | +48 |
|  | 2.   | Levski Sofia      | 62 | 30 | 19 | 5  | 6  | 55 | 25 | +30 |
|  | 3.   | Arda Kărdžali     | 53 | 30 | 15 | 8  | 7  | 49 | 33 | +16 |
|  | 4.   | Černo More Varna  | 53 | 30 | 14 | 11 | 5  | 41 | 25 | +16 |
|  | 5.   | Botev Plovdiv     | 49 | 30 | 14 | 7  | 9  | 32 | 31 | +1  |
|  | 6.   | Spartak Varna     | 48 | 30 | 14 | 6  | 10 | 39 | 38 | +1  |
|  | 7.   | CSKA Sofia        | 47 | 30 | 13 | 8  | 9  | 40 | 27 | +13 |
|  | 8.   | Beroe             | 42 | 30 | 12 | 6  | 12 | 34 | 29 | +5  |
|  | 9.   | Slavia Sofia      | 42 | 30 | 12 | 6  | 12 | 43 | 42 | +1  |
|  | 10.  | CSKA 1948 Sofia   | 34 | 30 | 8  | 10 | 12 | 38 | 44 | -6  |
|  | 11.  | Septemvri Sofia   | 33 | 30 | 10 | 3  | 17 | 32 | 47 | -15 |
|  | 12.  | Lokomotiv Sofia   | 30 | 30 | 8  | 6  | 16 | 29 | 49 | -20 |
|  | 13.  | Krumovgrad        | 30 | 30 | 7  | 9  | 14 | 16 | 31 | -15 |
|  | 14.  | Lokomotiv Plovdiv | 28 | 30 | 7  | 7  | 16 | 27 | 40 | -13 |
|  | 15.  | Botev Vraca       | 21 | 30 | 5  | 6  | 19 | 24 | 57 | -33 |
|  | 16.  | Hebăr Pazardžik   | 17 | 30 | 3  | 8  | 19 | 23 | 52 | -29 |

Legenda:
      Ammesse ai Play-off
      Ammesse ai Play-off Europa Conference League
      Ammesse ai Play-out
Regolamento:
Tre punti a vittoria, uno a pareggio, zero a sconfitta.

## Seconda fase

### Play-off

#### Classifica finale
|                     | Pos. | Squadra          | Pt | G  | V  | N  | P | GF | GS | DR  |
| ------------------- | ---- | ---------------- | -- | -- | -- | -- | - | -- | -- | --- |
| Bulgaria (bandiera) | 1.   | Ludogorec        | 83 | 36 | 25 | 8  | 3 | 70 | 22 | +48 |
|                     | 2.   | Levski Sofia     | 72 | 36 | 21 | 9  | 6 | 64 | 29 | +35 |
|                     | 3.   | Černo More Varna | 59 | 36 | 15 | 14 | 7 | 44 | 30 | +14 |
|                     | 4.   | Arda Kărdžali    | 58 | 36 | 15 | 13 | 8 | 54 | 41 | +13 |

Legenda:
      Campione di Bulgaria e ammessa al primo turno di qualificazione della UEFA Champions League 2025-2026
      Ammessa al primo turno di qualificazione della UEFA Europa League 2025-2026
      Ammessa al secondo turno di qualificazione della UEFA Conference League 2025-2026
 Ammessa allo spareggio per l'UEFA Conference League 2025-2026
Regolamento:
Tre punti per la vittoria, uno per il pareggio, zero per la sconfitta.
|  | Pos. | Squadra       | Pt | G  | V  | N | P  | GF | GS | DR  |
|  | ---- | ------------- | -- | -- | -- | - | -- | -- | -- | --- |
|  | 5.   | CSKA Sofia    | 65 | 36 | 19 | 8 | 9  | 58 | 28 | +30 |
|  | 6.   | Botev Plovdiv | 56 | 36 | 16 | 8 | 12 | 43 | 43 | 0   |
|  | 7.   | Spartak Varna | 51 | 36 | 15 | 6 | 15 | 45 | 53 | -8  |
|  | 8.   | Beroe         | 49 | 36 | 14 | 7 | 15 | 41 | 43 | -2  |

Legenda:
 Ammessa allo spareggio per l'UEFA Conference League 2025-2026
Regolamento:
Tre punti per la vittoria, uno per il pareggio, zero per la sconfitta.

### Spareggio Europa Conference League
|               | Risultati       |            | Luogo e data             |
| ------------- | --------------- | ---------- | ------------------------ |
| Arda Kărdžali | 1 - 1 (4-1) rig | CSKA Sofia | Kărdžali, 31 maggio 2025 |

### Play-out

#### Classifica finale
|  | Pos. | Squadra           | Pt | G  | V  | N  | P  | GF | GS | DR  |
|  | ---- | ----------------- | -- | -- | -- | -- | -- | -- | -- | --- |
|  | 9.   | Slavia Sofia      | 49 | 37 | 14 | 7  | 16 | 50 | 52 | -2  |
|  | 10.  | Lokomotiv Sofia   | 47 | 37 | 13 | 8  | 16 | 43 | 51 | -8  |
|  | 11.  | CSKA 1948 Sofia   | 47 | 37 | 12 | 11 | 14 | 45 | 47 | -2  |
|  | 12.  | Septemvri Sofia   | 45 | 37 | 14 | 3  | 20 | 42 | 56 | -14 |
|  | 13.  | Lokomotiv Plovdiv | 38 | 37 | 10 | 8  | 19 | 37 | 49 | -12 |
|  | 14.  | Botev Vraca       | 36 | 37 | 10 | 6  | 21 | 34 | 65 | -31 |
|  | 15.  | Krumovgrad        | 33 | 37 | 8  | 9  | 20 | 20 | 45 | -25 |
|  | 16.  | Hebăr Pazardžik   | 21 | 37 | 4  | 9  | 24 | 28 | 64 | 36  |

Legenda:
 Ammessa allo Spareggio promozione-retrocessione.
      Retrocesse in Vtora Liga 2025-2026
Regolamento:
Tre punti per la vittoria, uno per il pareggio, zero per la sconfitta.

### Spareggio promozione-retrocessione
|                   | Risultati |                   | Luogo e data            |
| ----------------- | --------- | ----------------- | ----------------------- |
| Botev Vraca       | 2 - 1     | Pirin Blagoevgrad | Vratsa, 29 maggio 2025  |
|                   |           |                   |                         |
| Lokomotiv Plovdiv | 3 - 0     | Marek Dupnica     | Plovdiv, 30 maggio 2025 |
|                   |           |                   |                         |